# Диверсия срещу Албания
Диверсията срещу Албания (на албански: Përmbysja e Shqipërisë; с британско кодово име: Много ценна и американско: Сатана) са редица предварително планирани и подготвяни активни мероприятия на МИ-6 и ЦРУ срещу правителството на Енвер Ходжа в периода 1949 – 1953 г. – с цел смяна на правителството и установяването на демократична проатлантическа власт и управление в страната.
За мероприятията се разбира и признава през 2006 г. – от разсекретени американски документи. 
Диверсията е щателно планирана и проведена по няколко причини. Британското, а впоследствие и американското разузнаване приемали, че Албания е най-слабото звено във вече формиращия се с началото на студената война – източен блок. От друга страна, нямало пречка Албания да бъде ударена, понеже чисто формално не фигурирала в процентното споразумение. Британците изпитвали особена неприязън към Енвер Ходжа, заради подкрепата му за ЕЛАС във вече приключилата гражданска война в Гърция. Освен всичко останало, и най-важното – Албания след съветско-югославския разрив останала единствена опора на СССР в Средиземно море, а вече постъпвала разузнавателна информация за изграждащата се военноморска база Пашалиман.
Още от 1947 г. всред средите на албанската емиграция започнала обработката на шпиони за планираната диверсия, но до 1949 г. преди формирането на НАТО не били предприемани диверсионни операции. През 1949 г. било решено да се удари областта Мат, т.е. Дебър по ред причини – роден край на крал Зог I, беден край с преобладаващ традиционализъм, т.е. презумирал се и антикомунизъм и т.н., според британско-американските анализи.
Особено място в британско-американските анализи се отделяла на опасността, Съветският съюз да прозре зад тези действия активния или нападателен англо-американски замисъл, влизащ в противоречие с пропагандираното създаване на НАТО през 1949 г.
След цяла поредица англо-американски провали, се установява, че в Албания пребивават 1500 съветски „съветници“ и още 4000 „техници“. През 1954 г. операцията е прекратена, не поради друго, а заради очевидната ѝ неефективност, т.е. пълен провал. През 1955 г. Албания е сред инициаторите за създаването на Варшавския договор.